# Лупо, Лоредана
Лоредана Лупо (итал. Loredana Lupo, родилась 3 мая 1978 года в Палермо) — итальянский политик, депутат Палаты депутатов Италии от Движения пяти звёзд.

## Биография
Имеет образование в области сельскохозяйственных наук. Участвовала в региональных выборах на Сицилии в 2012 году от Движения пяти звёзд. 28 октября 2012 года на выборах получила 851 голос, в итоге не добившись успеха.
Избрана в Палату депутатов 19 марта 2013 года по итогам парламентских выборов от XXIV избирательного округа Сицилия 1. С 30 апреля 2015 года заседает в XIII комиссии (по сельскому хозяйству). С 19 июля 2013 года — член Парламентской комиссии по делам детей и молодёжи. С 28 января по 30 апреля 2015 года состояла в X комиссии (по производственной деятельности, торговле и туризму).